# Lijst van termen onder motorrijders P-Q-R
Deze lijst bevat termen die onder motorrijders worden gebruikt en beginnen met de letter P, Q of R. Soms zijn dit bestaande woorden die in de "motortaal" een andere betekenis krijgen. Zie voor andere begrippen en lijsten onderaan de pagina.

## P

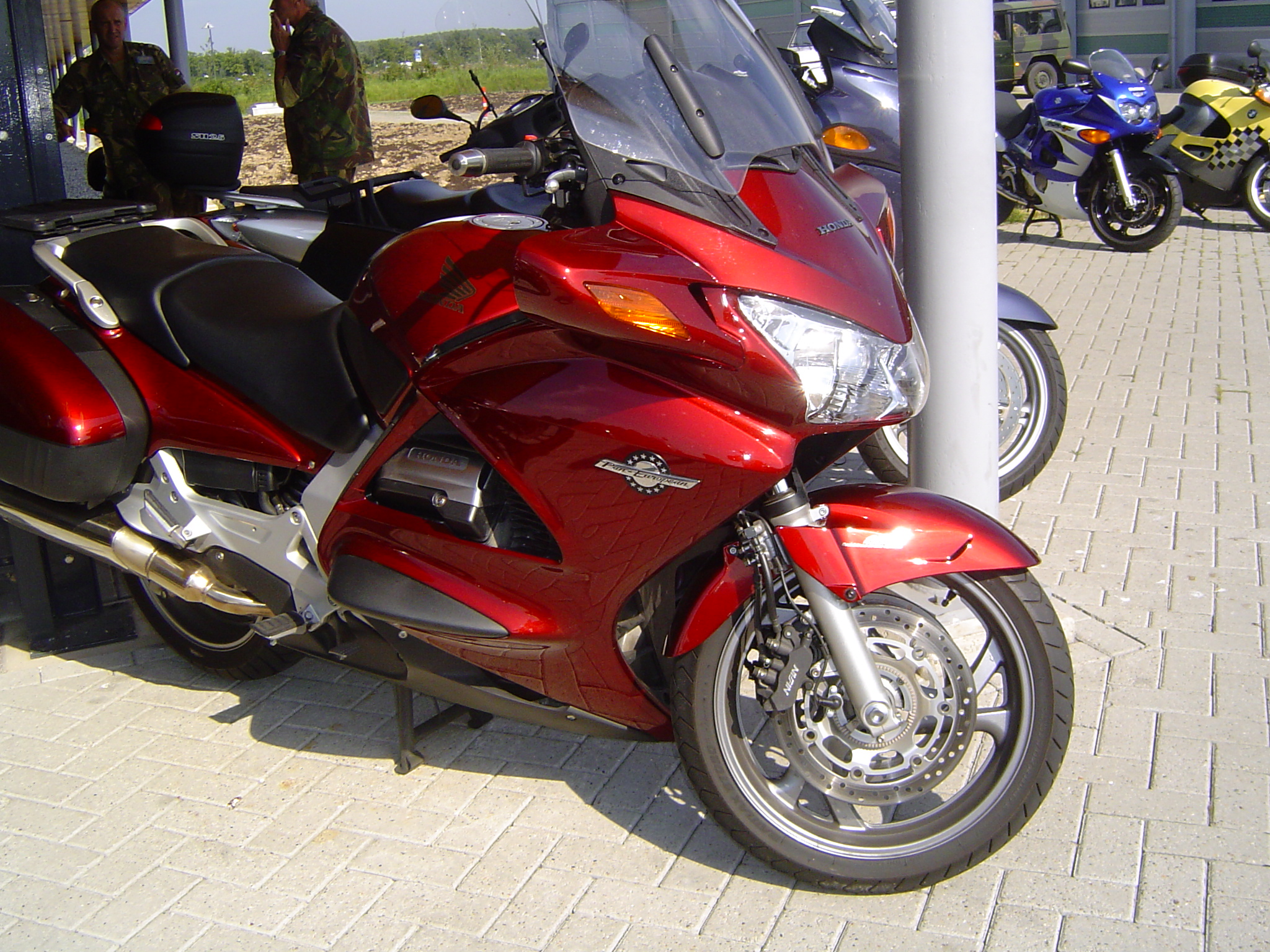
Pan

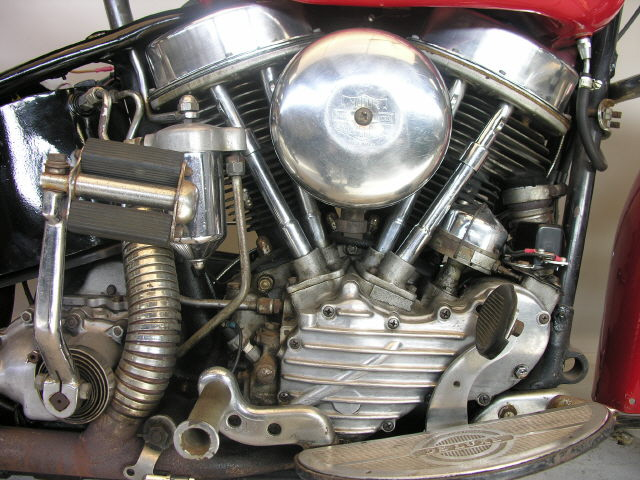
Panhead

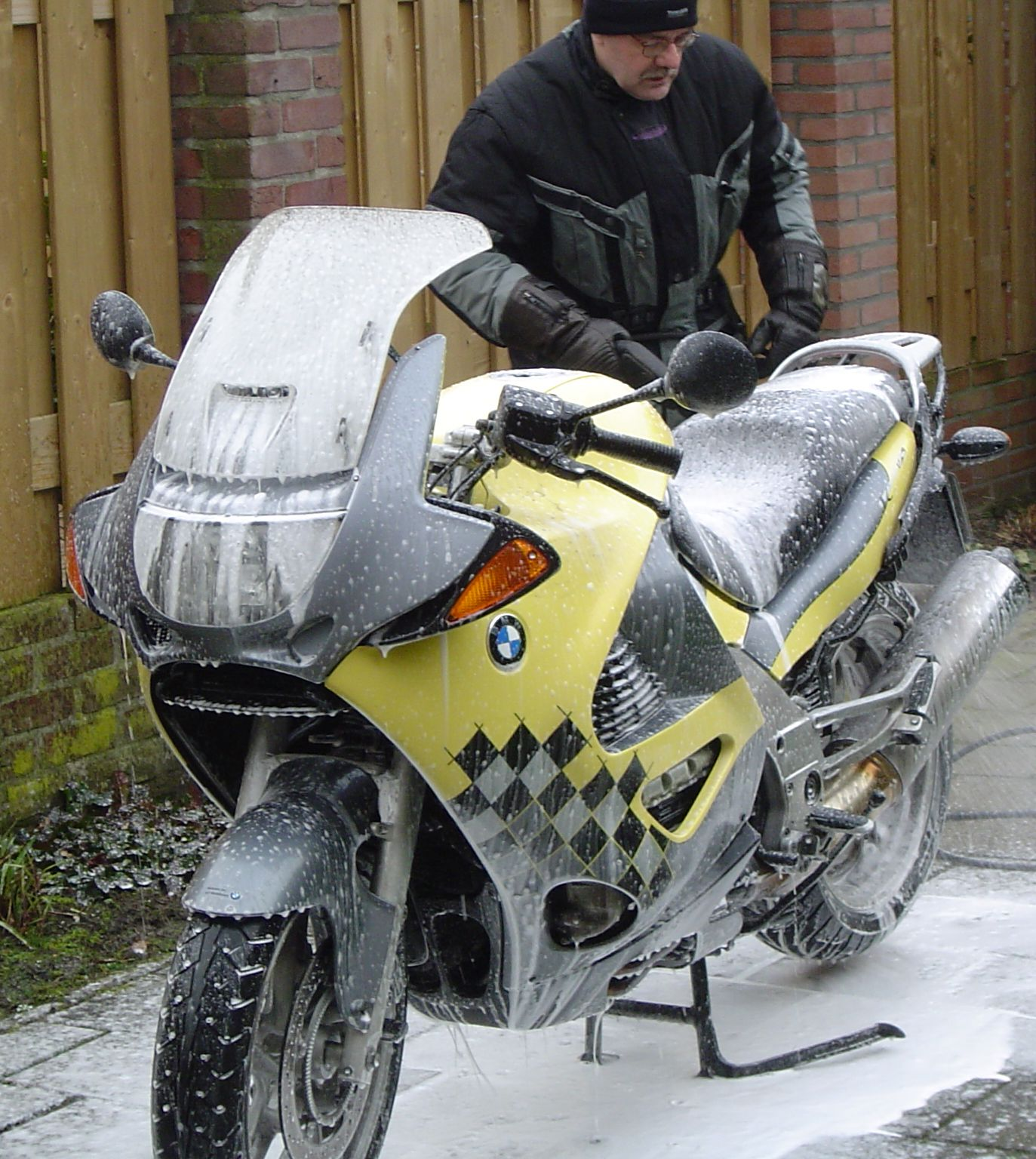
winters onderhoud aan een pekelfiets

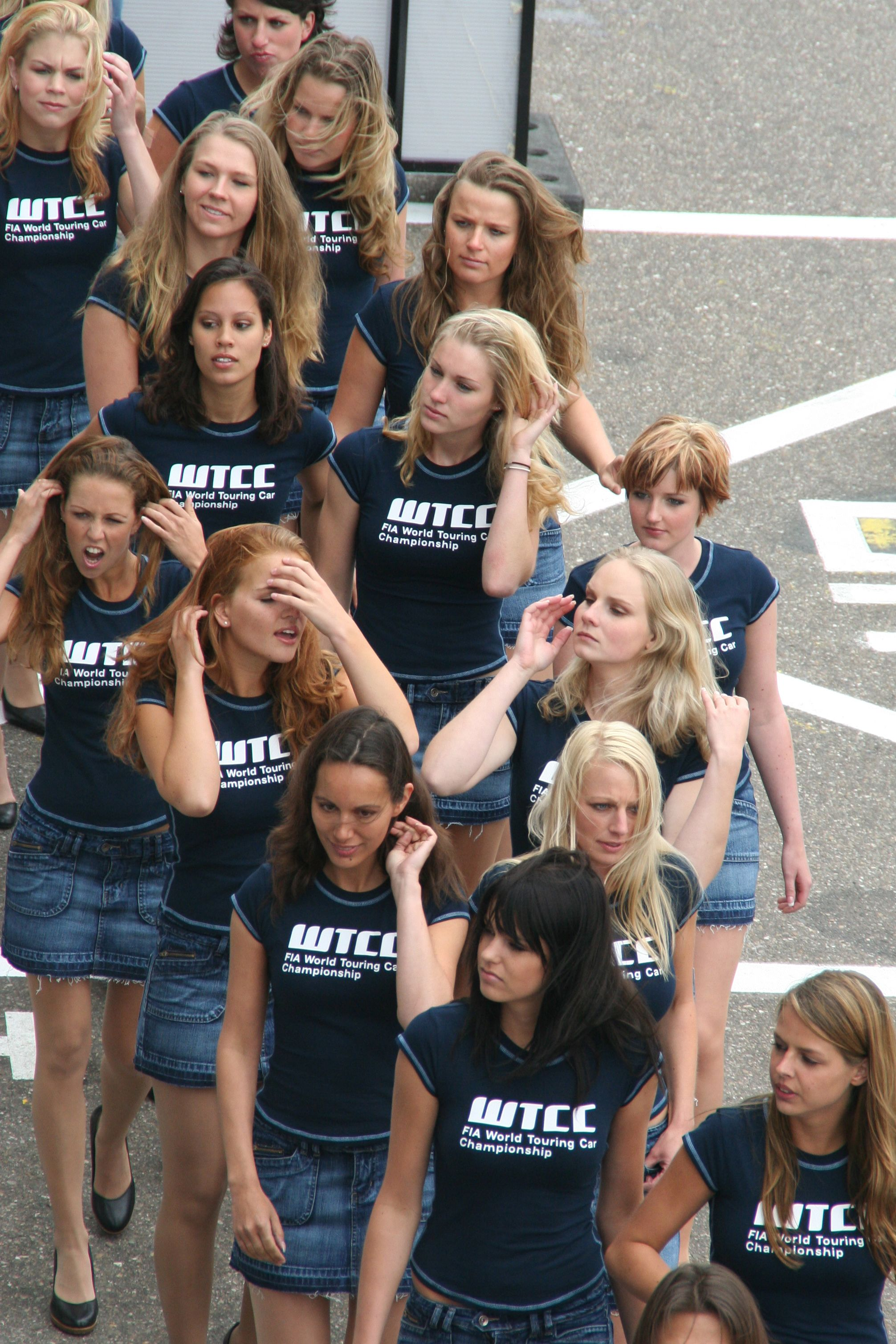
Pitspoezen

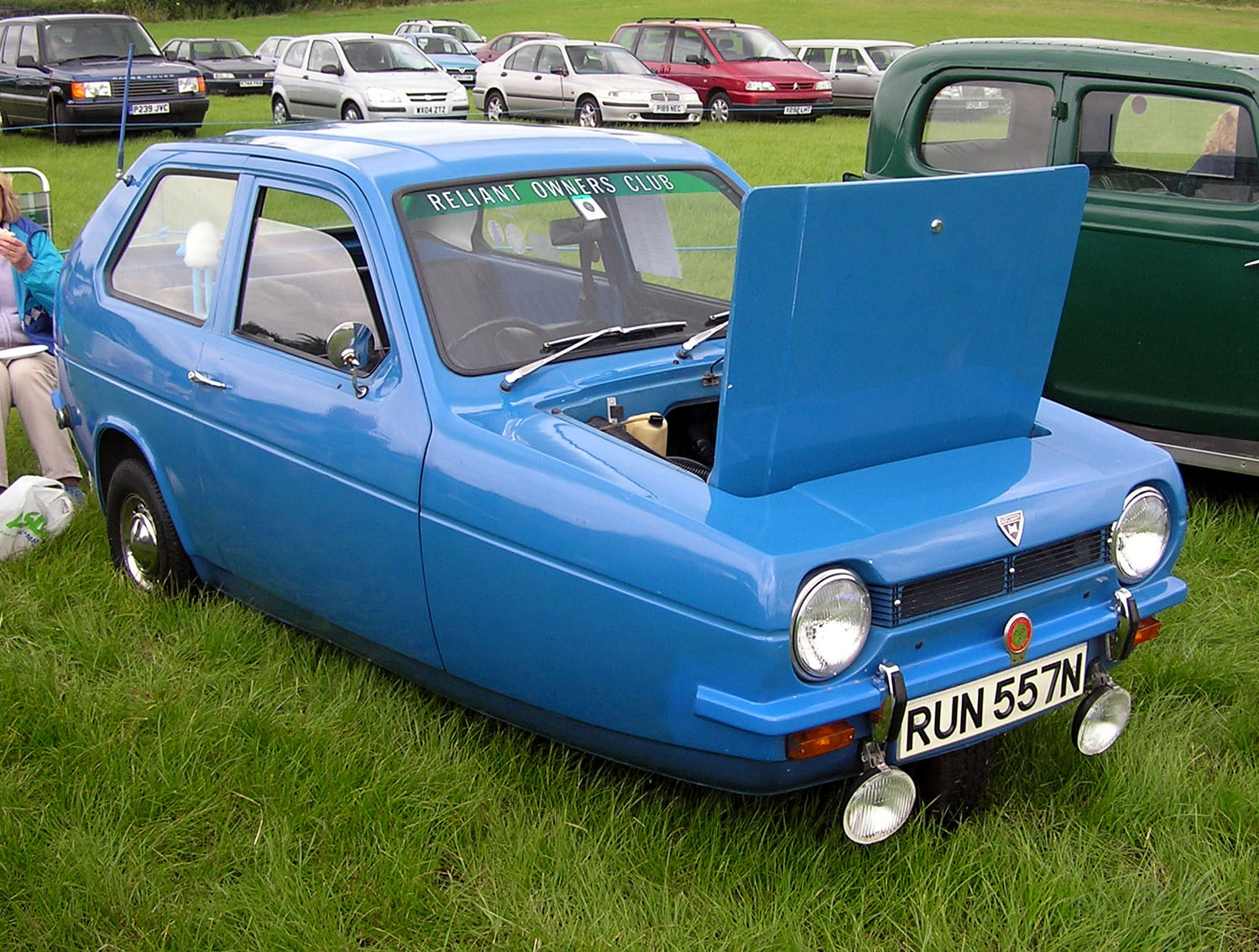
Plastic Pig

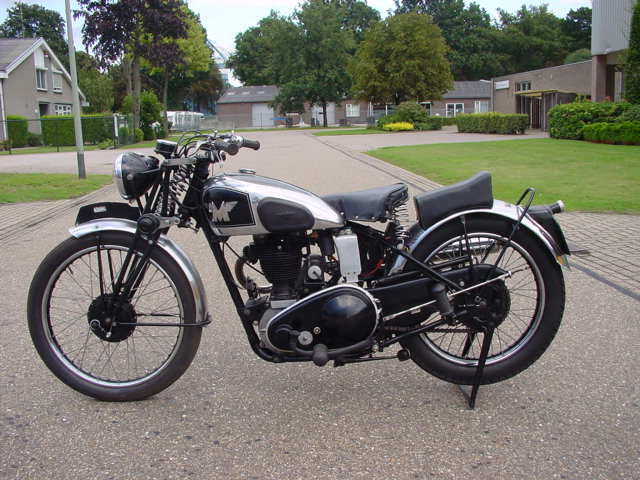
Plumstead Stamper (Matchless G3L uit 1939)

Pa Norton
Bijnaam van de oprichter van Norton, James Lansdowne Norton, die er altijd ouder uitzag dan hij was. Hij overleed in 1925 op 56-jarige leeftijd aan een hartziekte.
Paardenklepje/Paardenschuif
Klepje op de uitlaatpijp van oude motoren, dat gesloten kon worden bij het passeren van paarden of mensen, om schrikken te voorkomen.
Pacific Ghost
Bijnaam voor de Honda PC 800 Pacific Coast. Vanwege het overdadige plaatwerk, vooral rondom het achterwiel wordt deze machine ook wel chemisch toilet genoemd.
Paddockstand
Standaard voor motoren zonder middenbok. De paddockstand tilt de achterbrug op zodat er aan het wiel of de ketting gewerkt kan worden.
Pan
Afkorting/bijnaam van de Honda ST 1100 en ST 1300 Pan European.
Pancake
Engelse bijnaam voor de flat twin of boxermotor, maar ook voor een plat, rond luchtfilter.
Panfluit
Typisch gevormde uitlaat van de Terrot HD van vóór de Tweede Wereldoorlog. Het was een soort Fishtail model waarvan de staart in 7 pijpjes eindigde, waardoor hij inderdaad op een panfluit leek.
Panhead
Dit is de bijnaam voor de Harley-Davidson modellen met kopkleppen vanaf het model F uit 1948. De motor bevatte hydraulische dempers tussen nok en tuimelaar, die aan het oog onttrokken werden door panvormige kleppendeksels. De panhead deed dienst tot 1966, toen de Shovelhead kwam. Motorblokken van Harley-Davidson-motorfietsen krijgen allemaal een eigen bijnaam, zo is er de Alloy Head, de Blockhead, de Flathead, de Ironhead, de Knucklehead en de Shovelhead.
Panic Rev
motorcrossers kunnen tijdens een sprong waarbij het voorwiel te ver duikt het achterwiel naar beneden trekken door veel gas te geven. Dit heet een Panic Rev.
Pannenset
Groepje Honda Pan European-rijders.
Panzadel
Groot voorgevormd eenpersoons leren zadel.
Paso
Afkorting/bijnaam van de wegracecoureur Renzo Pasolini. De naam werd in 1988 als eerbetoon door Ducati gebruikt voor haar nieuwe 750 en 900 modellen.
Passenger supportbar
Luxe uitvoering van de sissybar. Al dan niet verstelbare rugleuning, voorzien van een kussentje.
Past Freddie
zie Fast Freddie.
Pastacustom
Italiaanse custom. De naam werd eerst verzonnen voor de Moto Morini Excalibur, maar past natuurlijk ook op de Moto Guzzi- en Ducati customs.
Peanut tank
Kleine benzinetank voor customs, bijvoorbeeld de Harley-Davidson Sportsters.
Peashooter

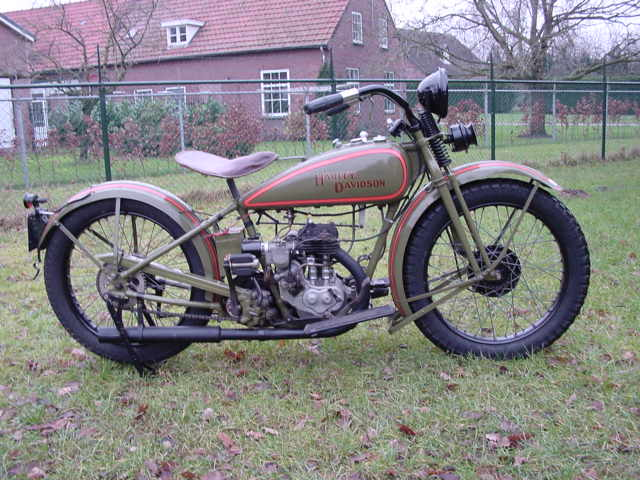
Peashooter (Model 28-B 1928)

1. Proppeschieter. Bijnaam voor de 350cc-Harley-Davidson (model A, AA, B en BA) die in 1926 werd geïntroduceerd.
2. En ook: Bijnaam voor een model van een uitlaatdemper gebruikt door Norton.

Pedaalemmer
Auto.
Pedaalemmercoureur
Automobilist.

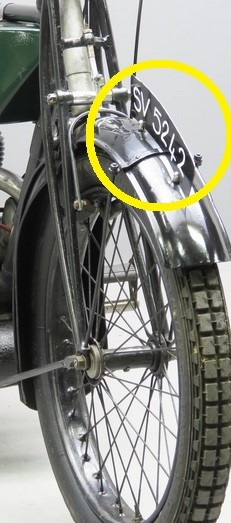
Pedestrianslicer
(Voetganger snijmachine) Nummerplaat op het voorspatbord van oude motorfietsen.
PeeWee
Afkorting/bijnaam van de sprinter en dragracer P.W. Gleason.
Pekelfiets
Motorfiets die in de winter voor woon-werkverkeer wordt gebruikt.
Pendelen
Zoeken van het voorwiel bij hoge snelheid. Bekend verschijnsel bij o.a. de Honda CBX en GoldWing 1000.
Penvering
Veersysteem van Harley-Davidson en Indian zweefzadels.
Peperbus
Bijnaam van de eerste typen Solex-bromfietsen die een aluminium luchtfiltertje hadden dat wat van een peperbus weg had.
Perfect motorcycle
Zelfbedachte bijnaam van P&M Panther.
Pet
Cilinderkop. De pet lichten: de cilinderkop verwijderen. Ook wel: hoed.
Phutphatti
Alleen in het thuisland India gebruikte bijnaam voor de Rajdoot 123 AC. De bijnaam is afgeleid van het “put-put” tweetakt-geluid.
Pif
Bijnaam van de Franse constructeur Claude Fior (Zie Boxer Bikes).
Pigfarmer
Bijnaam van wegracecoureur Dale Singleton, die tijdens de Daytona 200 van 1980 een big als mascotte bij zich had en de internationale pers vertelde dat hij varkensfokker was. In werkelijkheid was hij zelf ook verrast: het biggetje was een grap van vrienden.
Piggy Bag
Schokdemper met apart reservoir waardoor de olie van de stikstof wordt gescheiden. Ook wel Piggyback genoemd.
Piggyback
zie Piggy Bag.
Pillion/pillion seat
Klein zadel voor de duopassagier. Zie ook broodje.
Pillion-pal
Heupriem met handvatten, waaraan de duopassagier zich kan vasthouden. Geïntroduceerd in 1997.
Pingelen
Voortijdig ontsteken van het benzine/luchtmengsel in de motor bij lage toerentallen. Zie ook high speed knocking.
Pingelwater
Benzine.
Pink Panther
Bijnaam van de Franse crosser Jacky Vimond, die in 1986 in een geheel roze outfit reed. Zie ook Jacky Maximum.
Pioneer run
Traditionele toerrit met motorfietsen van vóór 1915, die elk jaar wordt georganiseerd door de Sunbeam Motorcycle Club. De route voert van Londen naar Brighton.
Piston position indicator
zie Kick indicator
Pit
Cilinder. Eigenlijk een ander woord voor bougie. Tegenwoordig gebruikt om een aantal cilinders aan te duiden: tweepitter, vierpitter.
Pitbull
Bijnaam van de motocrosser Pit Beirer.
Pitspoes
Vrouwelijke fan die het op een of meer coureurs voorzien heeft en zich daarom in de pit ophoudt. In de motorsport komen pitspoezen minder voor dan bij autorace, omdat motorcoureurs minder met geld worden geassocieerd. Wanneer een pitspoes een paraplu of parasol mag vasthouden om de coureur uit de zon te houden wordt ze gepromoveerd tot umbrellagirl.
Plaatbrommer
Bromfiets met plaatframe en veel ander plaatwerk. Populair in de jaren zestig.
Plastic Pig
Engelse spotnaam voor de Reliant Robin driewieler. In het verleden kon men dit autootje met een A-rijbewijs besturen, waardoor dit bij veel voormalige motorrijders populair was.
Playmobil
Bijnaam voor de Yamaha VP 300 Versity-scooter.
Ploffen
Rustig toeren op een motor, bij voorkeur een met een- of tweecilinders.
Plonk/Plonker
Oude Engelse eencilinderterreinmotor. Naar de zgn. Plonkers Trial.
Plonkers Trial (Plonkers Pleasure Trial)
Sinds ca. 1982 georganiseerde wedstrijd voor eigenaren van veteraan-trialmotoren.
Plu
zie Kikkers.
Plumber's Nightmare
(Loodgieters nachtmerrie). Bijnaam voor de eerste Vincent tweecilinder, de Series-A, volgens sommigen vanwege de vele uitwendige olieleidingen, maar volgens anderen vanwege de voortdurende olielekkage.
Plumstead Stamper
Bijnaam voor AJS- en Matchless-eencilinders, die bij AMC gebouwd werden. AMC was gevestigd aan Plumstead Road in Woolwich, een voorstad van Londen.
Pokerrun
Oriëntatierit waarbij op controleposten speelkaarten worden uitgedeeld. Aan het einde van de rit wordt met deze kaarten een ronde poker gespeeld.
Polder-kanon
zie buikschuiver.
Police Blade
Politie-uitvoering van de Honda CBR 900 RR Fire Blade, die in 1996 werd getest door de Engelse politie voor achtervolgingen op hoge snelheid.
Pops
Bijnaam van de Japanse constructeur/tuner Hideo Yoshimura.
Porcupine
(Stekelvarken) 500cc-wegrace-motor AJS E 90, ontworpen door Joe Craig in 1947. De machine werd gebouwd om de Norton Manx en Velocettes te verslaan. Hij werd Porcupine genoemd naar de kleine stekelachtige koelribben op de cilinderkop. In 1949 werd Les Graham de eerste 500cc-wereldkampioen met een AJS Porcupine.
Pot
Cilinder.
Pot Rack
Bagagerek voor BMW's met boxermotoren dat gemonteerd wordt boven de cilinders ("pots"). Een ideale plek, want: geen verminderde beenruimte en een laag zwaartepunt. Pot racks zijn populair bij woestijntochten in Australië.
Potato sound
Het geluid van een Harley-Davidson, na te maken door het woord “potato” snel achter elkaar uit te spreken.
Pothelm
zie potje.
Potje
Ouderwetse helm, het Cromwell potje was het bekendste, naast het merk Cooper. De Cromwell TT wordt overigens weer gemaakt.
Powder Puff
Letterlijk: Poederdons. Amerikaanse motorcross-competitie voor vrouwen. Deze competitie ontstond in 1974 maar stierf enige jaren later een stille dood. In 1988 werd door Tami Rice, Bonnie Warch en Augie Aususto de Women's Motocross Association opgericht. Dit was opnieuw een vrouwencompetitie. De AMA voelde er echter weinig voor en het zou tot 2000 duren voor de Women's Motocross Leage een officiële status zou krijgen. Intussen zijn er al jarenlang vrouwelijke profs in deze competitie te vinden.
Priller
bijnaam voor Aprilia.
Prince of Darkness
Spotnaam voor John Lucas, Engelse producent van verlichtingssystemen en ontstekingen. Wat meestal niet optimaal functioneerde.
Proef lopen
Het te voet verkennen van een motorcross-proef of enduro test tijdens een ISDE.
Professor Supercharge
Tekenfilmfiguurtje dat door de firma Dunelt werd gebruikt om de voordelen van hun getrapte tweetakt-zuiger aan te prijzen.
Prop
Zuiger.
Pruimentriller
Damesbrommer.
Pursuit Glide
Amerikaanse benaming voor de Harley-Davidson FXRP 80-politiemotor (pursuit = achtervolging)

## Q
Quick Bob tank
Tanktype van Harley-Davidson.
Quick Mick
Bijnaam van Mick Doohan (wegracecoureur), die ook Mighty Mick wordt genoemd.

## R

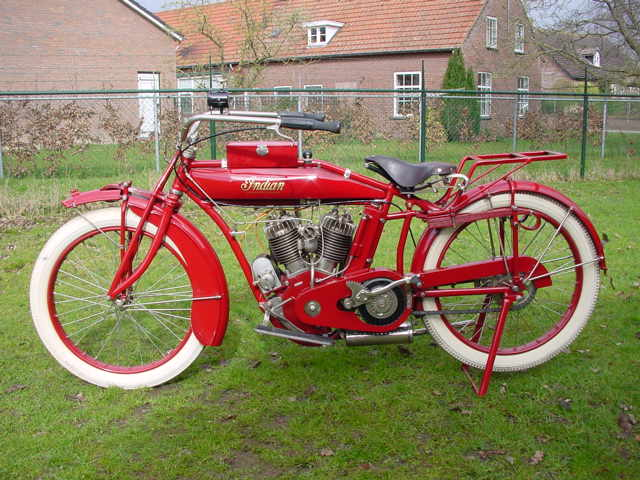
Redskin

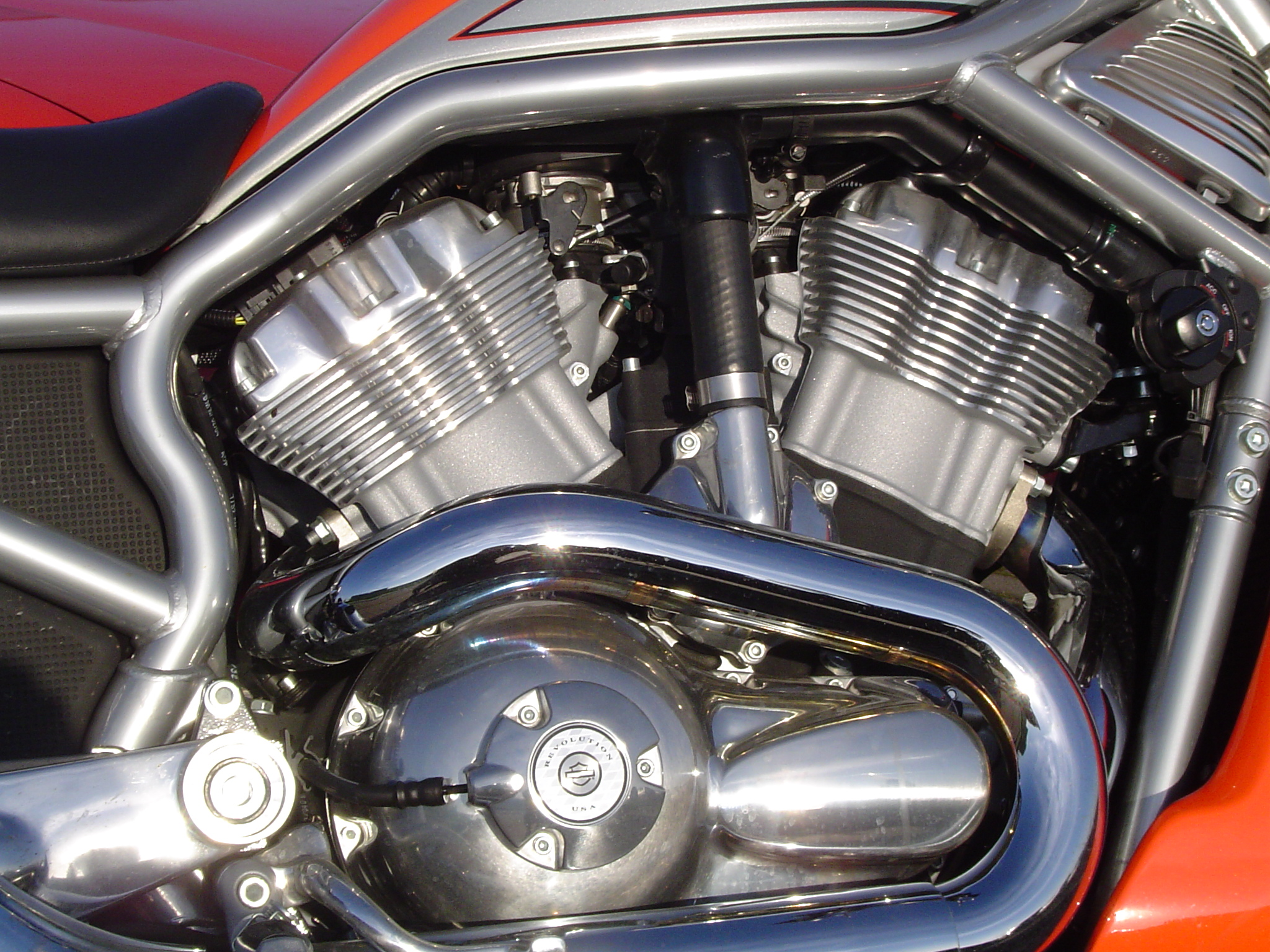
Revolution Engine

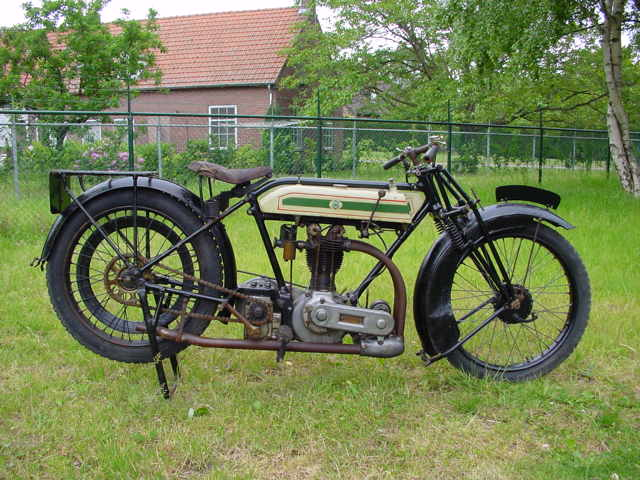
Ricci: Triumph Ricardo uit 1925

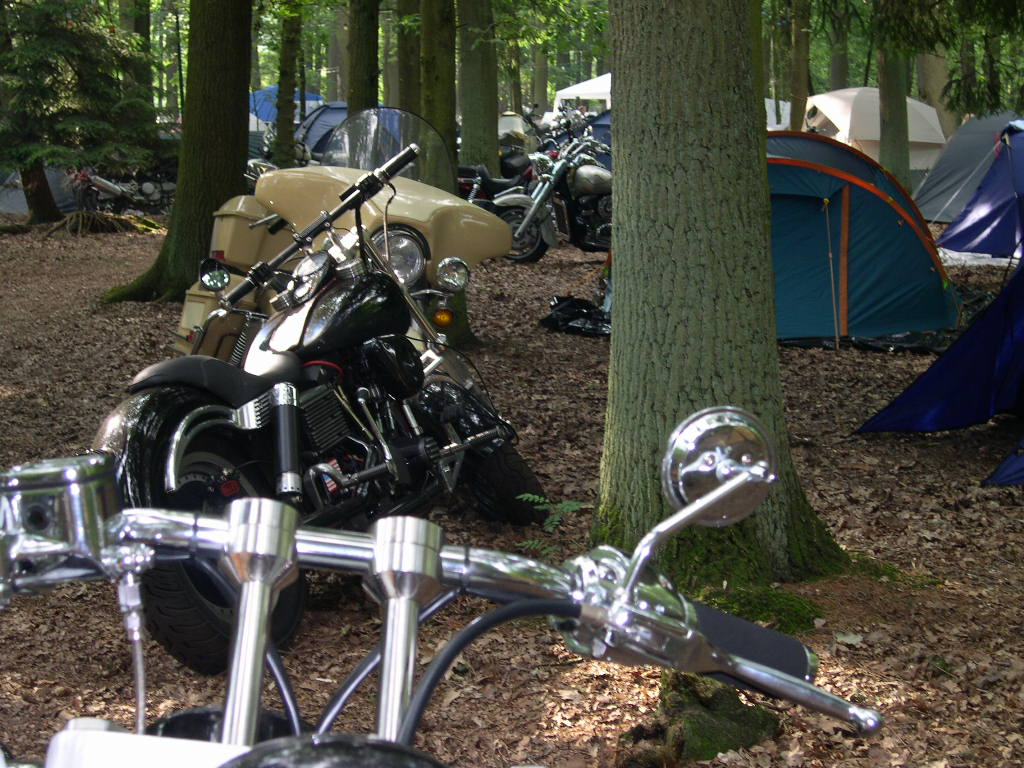
Drag bars en risers

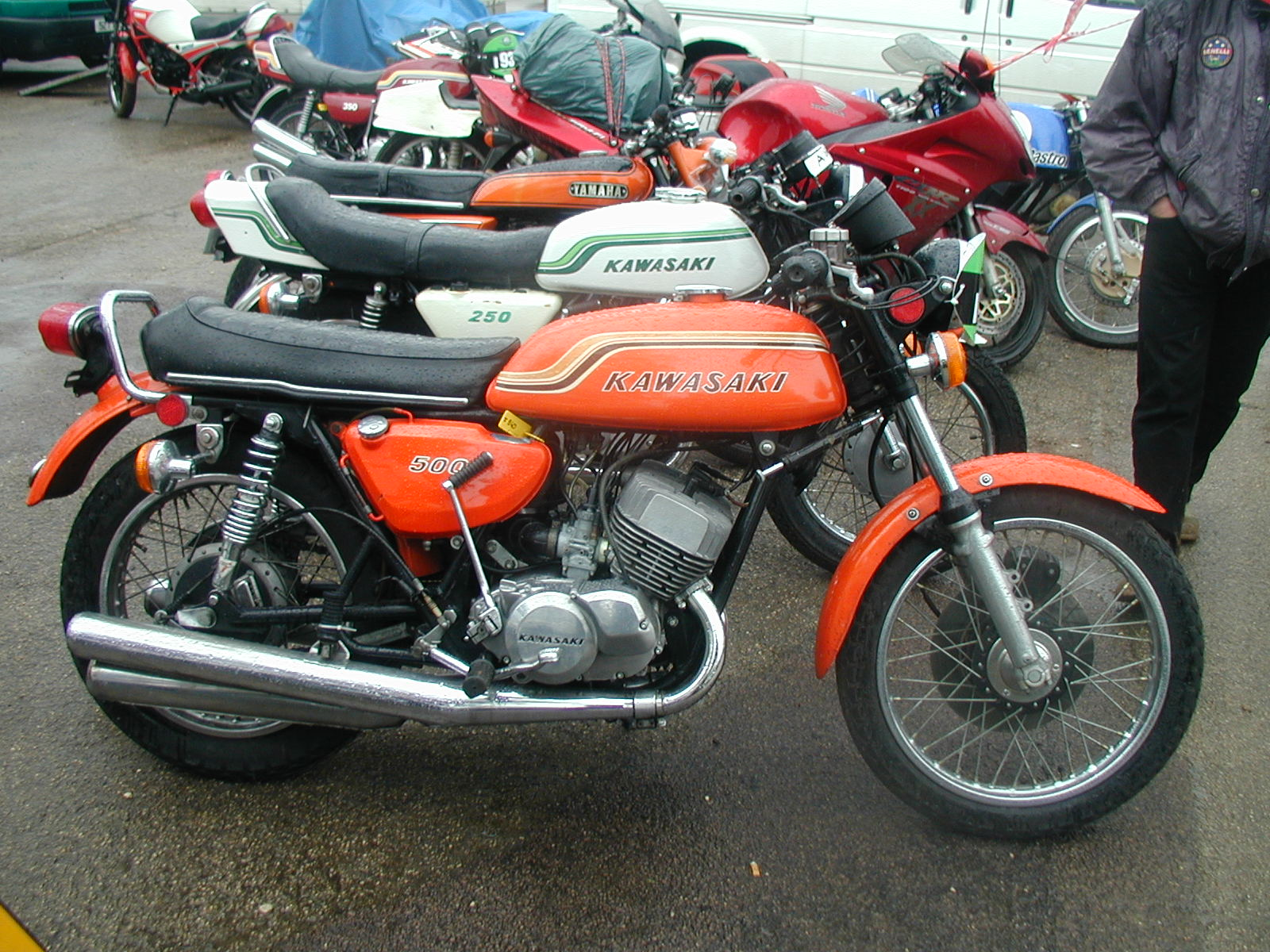
Rodeo Machine

Race Queens
Naam voor de reclamedames die bij de 8 uren van Suzuka (Japan) te vinden zijn.
Raceplee
Spotnaam voor scooters. Ook wel trilplee.
Racing Ricci
zie Ricci.
Rambi
Rambi is een kruising tussen “Rambo” en “Bambi”. Dit is een spotnaam voor Amerikaanse “would be-bikers”, die eruitzien als Hells Angels, maar na een motortreffen weer strak in het pak zitten. Zie ook Rub, Ruby.
Rambo
Bijnaam van motocrosser Gert-Jan van Doorn.
Rambo Romboni
Bijnaam van wegracecoureur Doriano Romboni.
Rat
Bijnaam van de Engelse trialrijder Malcolm Rathmell.
Ray Gun Pipes
Uitlaatdemper waarbij uit een grote demper drie of meer kleine pijpjes komen. Vroeger toegepast op de BSA Rocket III/Triumph Trident modellen, later op de Hyde Triumph Hurricane.
Rearrack
Klein bagagerekje dat boven het achterlicht kan worden aangebracht.
Rebel Read
Bijnaam van de Britse coureur Phil Read.
Rebound
De uitgaande slag van een schokdemper en de mate van demping die daar bij hoort.
Record run
Levensgevaarlijk race-spel, populair in Engeland in de jaren vijftig. Een bepaalde route moest gedurende de speelduur van een single (record) worden gereden.
Red Devil
Bijnaam voor de knalrode Honda fabriekscrossers vanaf 1976.
Red Hot, Red Hot Chili
Bijnaam van wegracecoureur Pierfrancesco Chili.
Red Tank Kawasaki
Bijnaam van een van de eerste eigen Kawasaki modellen, de B8M-125cc-crosser, die in 1963 de eerste zes plaatsen in het Japanse kampioenschap bezette en daarmee de zegetocht van het merk inluidde.
Redskin
Bijnaam voor de Indian motorfietsen, die vanaf de introductie van de tweecilinders in 1908 geheel rood waren, naar de huidskleur van hun naamgevers. Ook wel The Iron Redskin. Overigens zijn indianen niet rood, maar de "huidskleur" ontstaat door hun zonnebrandcrème, een mengsel van speeksel en rode klei.
Remparachute
Regenpak.
Replica
De winnaar van de Senior TT op Man won (als wisseltrofee) een beeld van de God Mercurius, gezeten op een gevleugeld wiel. De winnaars in de andere klassen wonnen een replica van dit beeld, alsmede alle deelnemers die binnen een bepaalde tijd na de winnaar aankwamen.
Repsol Cup
Bijnaam voor de 500cc-wegraceklasse, waarin jarenlang de coureurs van het Repsol-Honda-team (Mick Doohan, Àlex Crivillé, Tadayuki Okada en Takuma Aoki) de dienst uitmaakten.
Revolution Engine
Door Harley-Davidson samen met Porsche ontwikkeld motorblok voor de power cruisers (VRSCA V-Rod en VRSCB V-Rod).
Revvin' Kevin
Bijnaam van Kevin Schwantz (wegracecoureur), die in het begin van zijn carrière Cowboy Kevin of Texas Cowboy werd genoemd, naar zijn Texaanse afkomst.
Ricci
Bijnaam voor de door de firma Ricardo ontwikkelde Triumphs uit de jaren twintig. De zeer succesvolle racemachines werden Racing Ricci genoemd.
Rice burner
Amerikaanse spotnaam voor Japanse motoren. Ze werden ook wel rice rocket genoemd.
Rice rocket
zie Rice burner.
Ride out
Toertocht tijdens een motortreffen. Zeer bekend is de Ride out tijdens de Daytona Speed Week.
Rig
Amerikaanse aanduiding voor een zijspancombinatie.
Rijden als een natte krant
Slecht rijden, wat meestal tot uiting komt in een beroerde bochtentechniek.
Riser
Riser of riserset: Accessoire voor motorfietsen om het stuur hoger te zetten. Dit wordt vaak gedaan bij de customizing van motorfietsen.
Rockerbox
Engelse aanduiding voor het gietstuk in de cilinderkop waarin de tuimelaars zijn gemonteerd.
Rocket
Bijnaam van de Amerikaanse crosser Rex Staten.
Rocket Ron
Bijnaam van wegracecoureur Ron Haslam, die bekendstond om zijn snelle starts.
Rodeo
sprong bij Freestyle motocross waarbij een hand en een voet worden losgelaten en de voet over het achterspatbord wordt gebracht.
Rodeo Machine
Bijnaam van de Kawasaki H1 Mach III 500, die in 1969 op de markt kwam. Deze driecilinder tweetakt kon wheelies maken en had voor die tijd een fors vermogen (60 pk). De vergelijking met een wild paard was niet onterecht, want de Japanse frametechniek was in die tijd niet opgewassen tegen een dergelijk blok.
Rolls Noyce
Bijnaam van Graham Noyce (crosser).
Rolls Royce of motorcycles
Min of meer officiële bijnaam voor Brough en Brough Superior-motoren. In 1915 kreeg William Brough het predicaat als compliment van het blad The Motor Cycle voor zijn 500cc-twin en in 1927 werd de creatie van zijn zoon George, de Brough S(uperior) 680 in de pers “Rolls Royce of motorcycles” genoemd. Vanaf dat moment gaf de Rolls Royce-fabriek toestemming de naam officieel te voeren en ermee te adverteren. De titel “Rolls Royce of single cilinders” kwam overigens toe aan Sunbeam.
Rolls Royce of single cilinders
(Rolls Royce onder de eencilinders) zie Rolls Royce of motorcycles.
Roodkapje
Bijnaam van Loris Capirossi (wegracecoureur).
Rookdoosje
tweetaktmotor.
Rookie
Groentje, beginnende rijder. De benaming stamt uit Amerika, waar vooral bij de Indycars en het AMA-kampioenschap de beste beginneling van het seizoen de titel “Rookie of the year” verwerft. Sinds 1995 ook bij motorwegrace.
Rossifumi
Bijnaam van de Italiaanse coureur Valentino Rossi, die ook Valentinik en The Doctor genoemd wordt.
Roton
Bijnaam van de Nortons met wankelmotor, naar Rotary Norton.
Round-up
Amerikaanse benaming voor een motortreffen.
RUB, Ruby
Rich Urban Biker. Dit is de Amerikaanse benaming voor de chopperyup, een motorrijder met twee gezichten: door de week een kantoorbaan en in het weekend zo stoer mogelijk, ongeschoren en met een dikke motorfiets rond rijden. De RUB neemt meestal geen genoegen met namaak en springt direct op een echte Harley-Davidson. Ook wel Dollar Biker of Rambi (Rambo-Bambi) genoemd.
Rubber Glide
Bijnaam voor Harley-Davidson modellen waarvan het blok met silent blocks is opgehangen (FLT Tour Glide en de FXR en FXRS-en).
Rubber side down
Met de banden op de grond, rijden zonder te vallen. Soms zegt men ook ... side up (op de puntjes de kleur van de motor invullen) of simpel shiny side up (glimmende kant boven).
Rugwarmer
Duopassagier, wordt ook wel rugzakje genoemd.
Rugzakje
Zie Rugwarmer
Ruige Robbie
Bijnaam van Rob Bron (wegracecoureur).
Runabout
Fabrieks-benaming voor productiemotoren.
Running Lights
In Amerika gebruikte lichten die zowel als stadslicht en als richtingaanwijzer dienstdoen. In Nederland verboden, maar op grijs ingevoerde motoren toch vaak te vinden.
Ruud Boy
Door een Londense Harley-Davidson-dealer werd in 1997 een speciale versie van een Fat Boy gepresenteerd, opgedragen aan Chelsea-speler/coach Ruud Gullit. Deze “Ruud Boy” was in Chelsea-kleuren gespoten en voorzien van een speciaal leren zadel.